# Сед фестивал
Сед свечаност или Сед фестивал (ḥb-sd, изговор  /sɛd/; такође познат и као Хеб Сед или Гозба репа) је био староегипатска церемонија која је прослављала континуитет бладавине фараона. Назив потиче од једонг од имена египатског бога вука, Wepwawet (wp-w3wt) или Сед.
Не тако формалан назив, Гозба репа, потиче од имена животињског репа који је типично закачен за задњи део фараонове одоре у ранијим периодима египатске историје. Овај реп је можда преостао од претхнодних церемонијалних одора које су биле направљене од коже целе животиње.
Упркос старости Сед свечаноти и стотина референци које су забележене кроз историју Старог Египта, најдетаљнија евиденција о свечаности - осим за време владавине Аменхотепа III - потичу у главном са "рељефа циклуса Неусера, краља Пете династије ... у његовом храму сунца у Абу Гoрабу, од Ехнатона у Источном Карнаку и рељефа циклуса краља Двадесетдруге династије, Осоркон II ... у Бубастису."

## О свечаности
Свечаност је можда установљена како би заменила ритуалну праксу убијања фараона који више није био у способности да настави да успешно влада због година или здравственог стања. С временом, Сед свечаности су постале јубилеји који се славе након што је фараон био на трону тридесет година и након тога сваке треће или четврте године. Примарно су се одржавале да обнове фараонову снагу и издржљивост док влада, и тако прослављајући континуиран успех фараона.
Сед свечаности су обухватале сложене храмовске ритуале и обухватале су процесије, жртвовање дарова као што су крсна кост говечета и фалусни симбол и сличне религијске радње као усправљање џед стуба, све да симболично представи моћ, "снагу и дуготрајност фараонове владавине".

## Најпознатији јубиларци
Постоје очигледни докази да су рани фараони одржавали Хеб Сед, као фараон Прве династије, Ден, и фараон Треће династије, Џосер. У комплексу Џосерове степенасте пирамиде постоје два гранична камена у његовомдворишту за Сед свечаност. Џосер је такоће приказан како обавља Хеб Сед на рељефу у ниши унутар степенасте приамиде.
Један од најранијих Сед фестивала за који постоје суштински докази јесте фараона Шесте династије, Пепија I Мерира у аналима са Камена из Јужне Сакаре. Према опсталим натписима, најраскошнији су били Сед фестивали Рамзеса II и Аменхотепа III. Сед фестивал се и даље касније славио за време Либијских краљева као што су Шошенк III, Шошенк V, Осоркон I, који је имао свој други Хеб Сед у својој тридесет трећој години, и Осоркон II, који је изградио обиман храм код Бубастиса, све са капијом од црвеног гранита која је била уктрашена сценама његовог јубилеја како би обележио  његов Хеб Сед.
Фараони који су поштовали традицију али нису владали толико дуго као што је 30 година су морали да се задовоље са обећањем "хиљадама јубилеја" у загробном животу.

### Одступање од традиције
Неколико фараона изгледа да су одступили од традиционалних 30 година, посебно два фараона Осамнаесте династије, Хатшепсут и Ехнатон, владари династије која се опорављала од окупације странаца, обнављала се и редефинисала многе обичаје.

#### Хатшепсут
Хатшепсут, као веома успешан фарон, је прославила свој Сед јубилеј у Теби - тек у својој шеснаестој години владавине, како мисле неки историчари из викторијанског доба - али је то учинила тако што је рачунала и године када је била јака супруга свог слабог мужа. Нека недавна истраживања указују да је уживала ауторитет који је обично резервисан за фараона у току његове владавине, тако да је пре била савладар а не његова велика царица (главна жена); те дужности су биле додељене њиховој ћерци. По смрти њеног мужа, једини квалификовани мушки наследник у краљевској породици је био љен посинак и нећак, који је још био дете. Он је постављен као њен супружник и, убрзо након тога, Хатшепсут је крунисана за фараона. Неки египтолози, као што је Jürgen von Beckerath у његовој књизи "Хронологија египатских фараона" (нем. Chronologie des Pharaonischen Ägypten) спекулишу да је Хатшепсут можда прославила свој први Сед јубилеј да означи тридесет година како је њен отац, Тутмес I, умро, од кога је добијала сав свој легитимитет да влада. Он је поставио своју ћерку на највишу административни функцију у својој влади и тако јој дао искуство као савладар у вођењу многих аспеката његове бирократије. Ово одражава усмену тврдњу коју подржавају свештеници Амона да ју је њен отац прогласио за наследника престола.

##### Ехнатон
Ехнатон је спровео многе промене у религијској пракси како би уклонио јак утицај који су над земљом имали свештеници Амона, које је он сматрао корумпираним. Његова верска реформа је можда почела његовом одлуком да прослави свој први Сед фестивал у трећој години владавине. Његов разлог за ово је можда био да добије предност против моћног, утицајног храма, пошто је Сед фестивал краљевски јубилј намењен да обнови и ојача фараонову божанствене моћи и верско вођство. У исто време је и преместио своју престоницу ван града који су контролисали ови свештеници.

## Препоручено
- Hornung, Erik; Staehelin, Elisabeth (2006). Neue Studien Zum Sedfest. Schwabe.  978-3-7965-2287-1.